# Koprivnica
Koprivnica (tyska: Kopreinitz, ungerska: Kapronca) är en stad i norra Kroatien. Staden har 30 854 invånare (2011) och är residensstad i Koprivnica-Križevcis län. Staden räknas till regionen Centrala Kroatien.

## Historia
Staden nämns för första gången år 1272 i ett skrivet dokument utfärdat av kung László IV. 1356 utnämner Ludvig I staden till en kunglig fristad. Staden blir därmed en viktig handelsstad och militär utpost i Centrala Kroatien. Under 1500-talet uppfördes en befästning i renässansstil och stadens betydelse som en av Habsburgska rikets viktigaste utposter i militärgränsens (rikets södra) del växte.

## Sport
- NK Slaven Belupo